# Dar Jamaa
Dar Jamaa  (in arabo دار جمعة‎?) è un centro abitato e comune rurale del Marocco situato nella provincia di Al Haouz, regione di Marrakech-Safi. Conta una popolazione di 5 911 abitanti (censimento 2014).